# Erdinger Moos

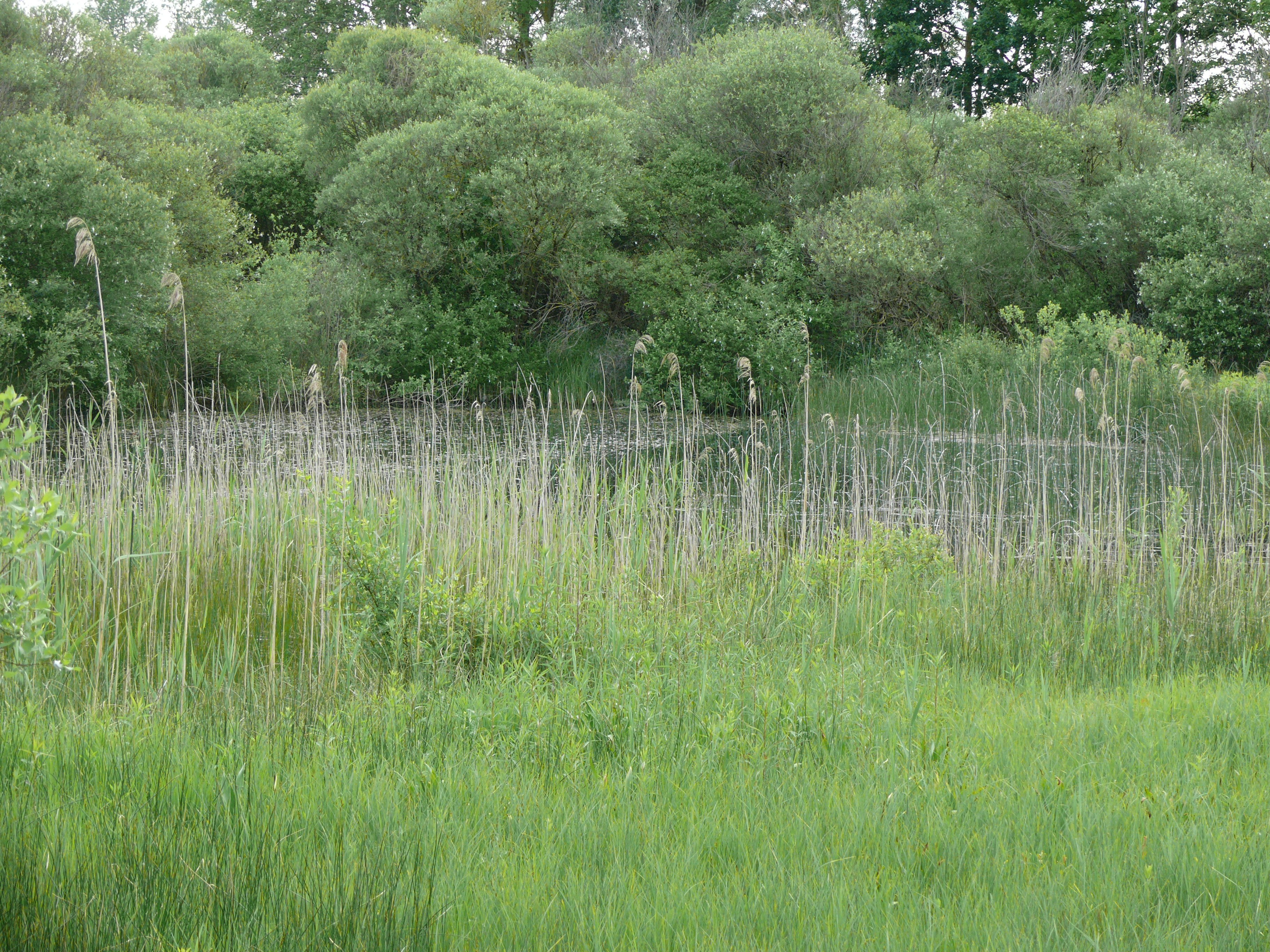
Viehlaßmoos

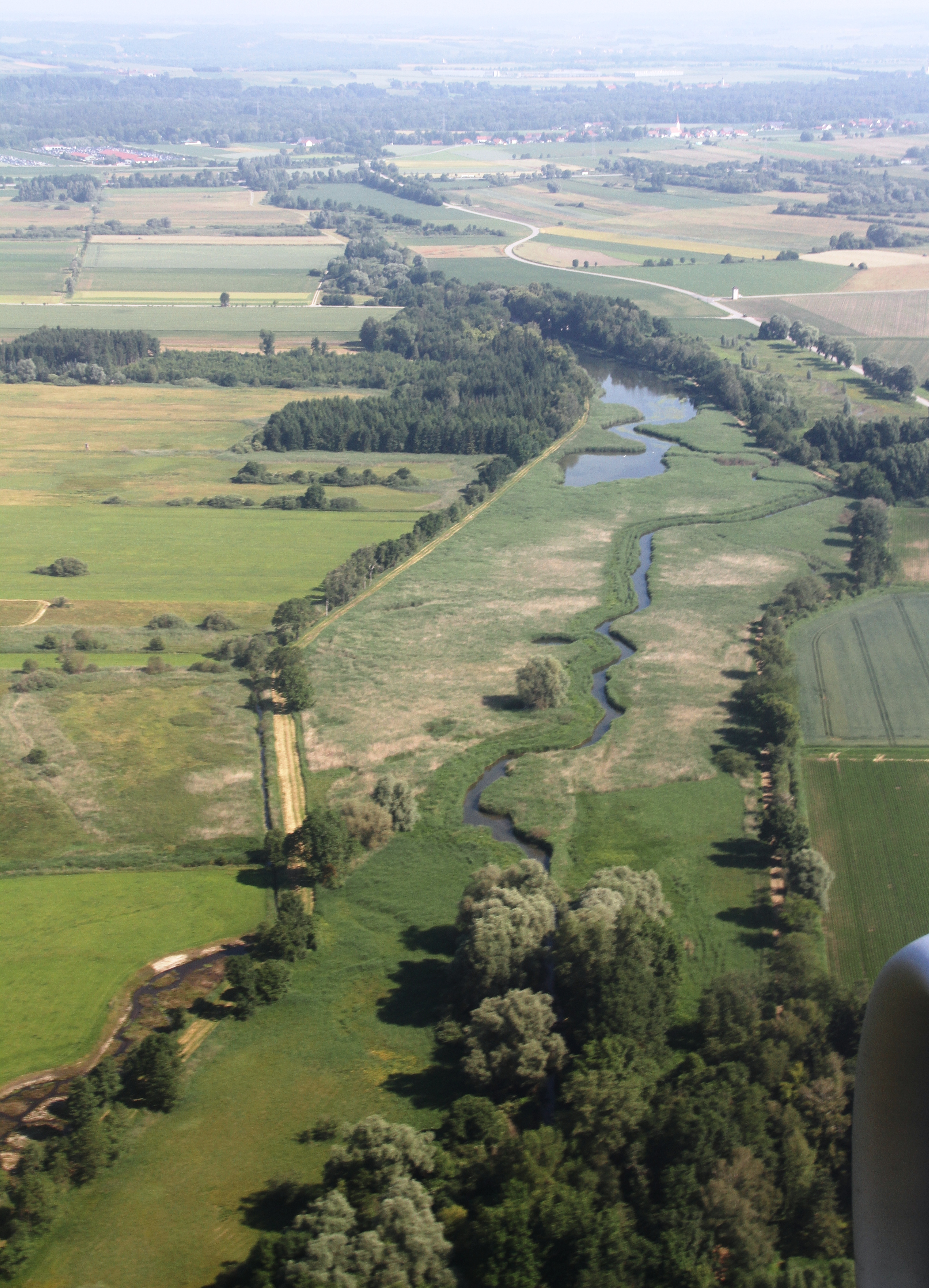
Vogelfreistätte Eittinger Weiher

Das Erdinger Moos ist ein Moorgebiet zwischen Erding und Freising, welches sich, abgesehen von kleinen Teilen im Landkreis Freising, größtenteils im Landkreis Erding befindet. Zum Erdinger Moos gehören die Gemeinde Oberding, kleinere Teile der Großen Kreisstadt Freising, die Gemeinde Hallbergmoos, der südliche Teil der Gemeinde Marzling, ferner die Gemeinden Eitting, Berglern und Moosinning sowie Teile der Stadt Erding und Fraunberg. Im Bereich des Erdinger Mooses befindet sich heute, zu etwa gleichen Teilen in beiden Landkreisen, der Flughafen München Franz Josef Strauß. Es ist Teil des Münchner Grüngürtels.
Geologisch ist das Moos die Fortsetzung der Münchner Schotterebene und befindet sich rechts der Isar. Links der Isar schließen sich das Freisinger Moos und das Dachauer Moos an. Der Wasserhaushalt im Moos wurde im Wesentlichen durch die Isar bestimmt. Der Mittlere-Isar-Kanal durchquert das Erdinger Moos von Süden nach Norden.
Das Naturschutzgebiet Viehlaßmoos (NSG-00175.01, Niedermoor, 244,33 ha) befindet sich auf dem Gebiet der Gemeinden Eitting und Berglern. Das Naturschutzgebiet Zengermoos (NSG-00491.01, Birkenwaldökosystem, 252,6 ha) befindet sich südöstlich von Hallbergmoos, auf dem Gebiet der Gemeinde Moosinning. Ebenfalls in der Gemeinde Moosinning gibt es das Naturschutzgebiet Gfällach (NSG-00379.01), mit einer Größe von 6,7 ha.
Teile vom Erdinger Moos gehören zum am 8. Juli 2008 ausgewiesenen Europäischen Vogelschutzgebiet „Nördliches Erdinger Moos“ mit 4.525 Hektar Flächengröße. Dazu gehören um die beiden Start- und Landebahnen liegenden Flughafenwiesen sowie im Wesentlichen die nördlich und östlich an das Flughafengelände angrenzenden Bereiche des nördlichen Erdinger Mooses. Von den 4525 Hektar Fläche des Vogelschutzgebietes liegen etwa 666 Hektar auf dem Flughafengelände. Erst seit 2019 arbeitet die Regierung von Oberbayern an dem Managementplan für das Schutzgebiet, obwohl dieser seit der Ausweisung 2008 erstellt werden musste. Auch Anfang 2024 war die Fertigstellung nicht absehbar.
Im Erdinger Moos liegt auch das FFH-Gebiet „Gräben und Niedermoorreste im Erdinger Moos“ (7736-371, 110,91 ha). Es umfasst zwei Teilflächen: das Oberföhringer Moos mit einem umliegenden ausgedehnten Fließgewässernetz im Landkreis München und das Naturschutzgebiet Gfällach im Landkreis Erding. Das oft von Gehölzen gesäumte Gewässersystem beginnt an der Ausleitung des Ismaninger Speichersees und besteht unter anderem aus dem Schörgenbach und dem Oberlauf der Goldach mit zahlreichen angeschlossenen Kanälen. Dieses Gewässernetz ist eines der bayerischen Verbreitungsgebiete der Helm-Azurjungfer, einer in Bayern vom Aussterben bedrohten Kleinlibelle.

## Geschichte
Ab dem 8. Jahrhundert setzte die landwirtschaftliche Nutzung mit Streugewinnung und Weidebetrieb ein; es diente auch als Jagdgebiet. Bis zur Säkularisation 1802/1803 gehörte der westliche Teil – ein Streifen entlang der Isar – zum Hochstift Freising, das Gebiet östlich davon zum Herzogtum/Kurfürstentum Bayern. Ursprünglicher Name dieses Niedermoorgebietes war „Isarmoos“, „Freisinger Moos“ und „Erding-Freisinger-Moos“; der heutige Name „Erdinger Moos“ ist erst seit dem 19. Jahrhundert in Gebrauch.
Der ursprüngliche Charakter des Mooses blieb bis zu Beginn des 19. Jahrhunderts weitgehend erhalten. Erst Entwässerungsmaßnahmen und Torfabbau führten gegen Ende des 19. Jahrhunderts zur Urbarmachung des Gebiets. Um 1930 waren nur noch 23 Quadratkilometer, also etwa zehn Prozent der ursprünglichen Fläche des Erdinger Mooses, nicht kultiviert.
Obwohl das Erdinger Moos vor dem Bau des Flughafens dünn besiedelt war, wurden durch die Verlegung des Flughafens der umgebende, dicht besiedelte Münchner Norden, mit der Entwicklungsachse München-Freising-Moosburg-Landshut entlang der Isar, durch Fluglärm, Infrastrukturmaßnahmen und Siedlungsdruck belastet. Abgesehen davon mussten insbesondere für den Bau der Start- und Landebahnen die Bewohner von Franzheim und teilweise auch von Schwaigermoos umgesiedelt werden. Durch die Baumaßnahmen zur Eröffnung des neuen Flughafens München II bis 1992 kam es dann zu einer spürbaren Absenkung des Grundwasserspiegels.